# Konvergenskultur
Konvergenskultur, populariserat genom Henry Jenkins verk Convergence Culture: Where Old and New Media Collide, betecknar en digital kultur där yngre och äldre medier både möts och smälter ihop till den grad att de konvergerar både till innehåll och form. Konvergenskulturen beskrivs som en deltagarkultur där användarna utgör både producenter och konsumenter och därmed bildar en lösare definition av vem som egentligen är upphovsmakare. Inom konvergenskulturen pratar man ofta om prosumenter.
Begreppet konvergens, menar Jenkins, är ett ord som lyckas beskriva tekniska, industriella, kulturella, och sociala förändringar, som beror på vem som talar och vad de tror att de talar om. I en värld av mediekonvergens, blir varje berättelse viktig, varje varumärke sålt och varje konsument uppvaktad på flera olika medieplattformar. Det handlar om ett kulturellt skifte där konsumenten uppmuntras att söka ny information och foga samman innehåll från olika medier. 
Konvergens sker hos enskilda konsumenter och genom deras sociala samspel med andra. Var och en av oss konstruerar sin egen personliga mytologi från bitar ur medieflödet som vi använder oss av i vardagen. Eftersom det finns mer information om ett visst ämne än någon kan lagra i huvudet, finns det en extra morot för oss att prata sinsemellan om medierna som vi konsumerar.